# Anna Malm
Anna Malm (ur. 10 września 1958 w Lublinie) – polska mikrobiolog, profesor nauk farmaceutycznych, kierownik Katedry i Zakładu Mikrobiologii Farmaceutycznej z Pracownią Diagnostyki Mikrobiologicznej oraz dziekan Wydziału Farmaceutycznego z Oddziałem Analityki Medycznej Uniwersytetu Medycznego w Lublinie.

## Życiorys
Studiowała na Uniwersytecie Marii Curie-Skłodowskiej w Lublinie, 13 czerwca 1989 obroniła pracę doktorską pt. Deenergizacja plazmidowego systemu 2H+
/Cd2+
 antyportu eliminującego kadm u Staphylococcus aureus, przygotowaną pod kierunkiem prof. Zofii Tyneckiej. 15 grudnia 1999 habilitowała się na podstawie pracy zatytułowanej Badania nad toksycznością kadmu dla procesów bioenergetycznych Staphylococcus aureus. 1 sierpnia 2011 nadano jej tytuł profesora w zakresie nauk farmaceutycznych.
Objęła funkcję profesora w Katedrze i Zakładzie Mikrobiologii Farmaceutycznej na Wydziale Farmaceutycznym z Oddziałem Analityki Medycznej Akademii Medycznej im. prof. Feliksa Skubiszewskiego w Lublinie, oraz profesora nadzwyczajnego w Państwowej Wyższej Szkole Zawodowej w Sandomierzu.
Piastuje stanowisko profesora zwyczajnego, kierownika w Katedrze i Zakładzie Mikrobiologii Farmaceutycznej z Pracownią Diagnostyki Mikrobiologicznej, dziekana na Wydziale Farmaceutycznym z Oddziałem Analityki Medycznej Uniwersytetu Medycznego w Lublinie, a także członka komisji rewizyjnej Polskiego Towarzystwa Mikrobiologów na Oddziale Lublinie.
Była prodziekanem Wydziału Farmaceutycznego z Oddziałem Analityki Medycznej Uniwersytetu Medycznego w Lublinie i dyrektorem w Instytucie Zdrowia Państwowej Wyższej Szkoły Zawodowej w Sandomierzu.

## Odznaczenia
- Srebrny Krzyż Zasługi (2003)[4]
- Złoty Krzyż Zasługi (2011)[5]